# Jonas Alströmers tobakspipbruk
Jonas Alströmers tobakspipbruk var ett bruk för tillverkning av kritpipor av Jonas Alströmer i Alingsås, verksamt från 1729.
Kritpipsbruket hade en betydande avsättning av sin produktion i Göteborg. Då Carl von Linné besökte Alingsås och bruket 1746 fanns 60 personer anställda med pipframställningen. Pipleran importerades från Nederländerna. På 1760-talet var bruket Sveriges största kritpipstillverkare, med större tillverkning än de fyra kritpipsbruken i Stockholm tillsammans.